# Les Vierges
Pour plus de détails, voir Fiche technique et Distribution.
Les Vierges est un film franco-italien réalisé par Jean-Pierre Mocky, sorti en 1963. Le film met en scène des histoires plus ou moins entremêlées de cinq jeunes filles sur le point de perdre leur virginité situent Les Vierges entre le film à sketches et le film choral : un personnage de chaque séquence se retrouve dans la séquence suivante (comme dans La Ronde) assurant le passage de témoin de leur enchaînement.

## Synopsis
Marie-Claude, l'effrontée, bien décidée à ne pas attendre le mariage pour franchir le pas, scandalise son amie Geneviève et plus encore Robert, le fiancé de celle-ci. Ils partent tous les trois dans une fête foraine, où les deux prétendants de Marie-Claude la larguent parce qu'ils la prennent pour une allumeuse. Elle se moque d’eux en leur disant qu’ils n’ont rien compris et se jette dans les bras d’un inconnu au milieu du décor d’un train fantôme.
Sur le chemin du retour, Geneviève, la bourgeoise rigide, ne veut même pas dire au revoir à Marie-Claude et Robert, encore plus puritain, la considère comme une putain. Lorsqu’ils se marient, Robert traite le père de Geneviève de dégueulasse parce qu’il drague sa cousine, et celui-ci l’affuble du nom de sacristain pour sa pudibonderie. Le problème est que Geneviève, que les baisers de son ex-copain émoustillaient, n’éprouve rien sous ceux de Robert, si ce n’est de la répulsion. Lors de la nuit de noces, elle use de toutes les ficelles pour retarder l’échéance. Robert commence par promettre d’attendre autant qu’elle voudra, avant de la prendre sans lui demander son avis, puisqu’il en a acquis le droit. Geneviève est dévastée.
En arrivant à la banque qu’il dirige, le père de Geneviève remarque Christine, la calculatrice, qui attend son fiancé : Xavier, un fils de famille incapable et indolent. Christine jure ses grands dieux à Xavier qu’elle ne sera jamais qu’à lui, sachant que c’est la condition pour entrer dans cette famille, mais assure à son ami de cœur qu’elle sera sa maîtresse dès le lendemain du mariage... ce qu’il refuse : « Moi d’abord, lui après ». Elle monte alors un stratagème pour gagner sur les deux tableaux : laisser croire au directeur de Xavier qu’elle se donnera à lui en lui faisant promettre un avancement pour Xavier, ne pas tenir parole, mais faire croire à Xavier qu’elle l’a fait, par amour pour lui. Elle peut ainsi à la fois tranquillement « donner sa fleur » à son ami et épouser Xavier. Xavier, qui s'assure qu'elle n'a pas eu de plaisir en étant déflorée, accepte dès lors le fait accompli. Mais une fois marié, il se venge en lui annonçant dans une boutique de parfum que, dans sa famille, les hommes ont beaucoup de talent pour mener une vie impossible à leur femme.
La jeune parfumeuse, Sophie, l'amoureuse, écœurée par ce qu’elle vient d’entendre, veut aller se rafraîchir à la piscine. Elle y rencontre Mickey, et ils pensent se marier. Mickey veut résolument être « moderne » (c'est son mot fétiche) et Sophie acquiesce : mieux vaut s’essayer avant le mariage pour être sûrs qu’on s’entendra. Malheureusement, ils ne savent pas où aller pour cet essai, rencontrent des obstacles de tous ordres, et finissent au poste après une de ces vaines tentatives. Le père de Nora lui interdit dès lors de sortir, et Sophie ne voit plus guère que sa sœur Nora, qui travaille dans un laboratoire.
Nora, la passionnée, est en permanence houspillée par Berthet, son chef de service, de vingt-deux ans son aîné. Elle l’attend un soir, officiellement pour lui en demander la raison, en réalité parce qu’elle est amoureuse et veut le séduire. Après s’en être défendu sans beaucoup d'énergie, Berthet succombe volontiers. Mais il ne veut pas la toucher : il est marié, et surtout Nora ne sera majeure que trois ans plus tard (à 21 ans à l’époque). Il arrange tout ceci avec son avocat et démissionne. Mais lorsqu’il vient le dire à Nora, celle-ci, croyant que sa virginité était l'obstacle qui les séparait, lui annonce triomphalement qu’elle l'a perdue avec le premier venu : elle n'intéresse plus Berthet, qui passe aussitôt son chemin et la laisse désespérée.
Du coup, leur père laisse sortir Sophie pour que Nora puisse se remettre sans subir l’exubérance de sa sœur. Celle-ci rejoint Mickey, qui a subitement une idée pour qu’ils puissent se retrouver seuls, dans un endroit très inattendu.

## Fiche technique
- Titre : Les Vierges
- Réalisation : Jean-Pierre Mocky
- Assistant réalisateur : Jacques Rouffio
- Scénario : Jean-Pierre Mocky
- Adaptation et dialogues : Jean-Pierre Mocky, Alain Moury, Catherine Claude, Geneviève Dormann, Monique Lange et Jean Anouilh (non crédité)
- Photographie : Eugen Schüfftan
- Montage : Marguerite Renoir
- Musique : Paul Mauriat et Raymond Lefevre
- Décors : Pierre Tyberghein
- Son : Jean Labussière
- Producteur : Gérard Beytout
- Directeur de production : Georges Valon
- Sociétés de production : Balzac Films, Boréal Films (Paris) - Stella Films (Milan)
- Société de distribution : SNC (Paris, Impéria)
- Tournage : à partir du 6 décembre 1962 dans Paris
- Pellicule 35 mm, noir et blanc
- Genre : comédie dramatique
- Durée : 92 min
- Budget : environ 900 000 francs[1]
- Date de sortie :
  -  France : 22 mai 1963
- Visa d'exploitation : 26662

## Distribution
- Charles Aznavour : Berthet
- Gérard Blain : Xavier de Brétevielle
- Jean Poiret : le banquier Marchaix
- Johnny Monteilhet : Mickey
- Francis Blanche : M. de Brétevielle
- Charles Belmont : François
- Stefania Sandrelli : Marie-Claude
- Catherine Derlac : Nora
- Catherine Diamant : Geneviève
- Josiane Rivarolla : Sophie
- Anne-Marie Sauty : Christine
- Jean-Pierre Honoré : Robert
- Patrice Laffont : Rémy
- Paul Mercey : l'avocat
- Jean Galland : le prêtre
- David Gerson : l'homme de la fête
- Nathalie Pascaud : Huguette
- Jean Tissier : le conférencier
- Paula Dehelly : une lesbienne
- Robert Secq : le plombier
- Pierre Palau : un invité au repas
- Albert Michel : le pique-assiette
- Yves Rénier : le jeune ivrogne
- Paul Pavel : un artiste
- Dominique Zardi : un voyeur
- Henri Attal : un agent de police
- Jean-Pierre Zola
- Jean-Claude Bercq
- Henri Poirier
- Marguerite Rebersat
- Rudy Lenoir
- Claire Olivier
- Simone Duhart
- Viviane Gosset
- Jacques Hilling
- Claude Mansard : le restaurateur
- Philippe Brizard : un spectateur de la conférence
- Paola Falchi
- Catherine Tchakotine
- Maria-Luisa Bavastro
- Michel Peyrelon
- Michel Mardore
- Monique Bessac

- Certaines sources créditent à tort Michel Serrault comme acteur dans ce film.

## Accueil
Les Vierges rassemble 603 464 spectateurs en France et 1 000 000 en Italie.
Le film, en quelque sorte pendant féminin des Dragueurs, film antérieur de Mocky, fait à l'époque scandale. Le thème de la virginité est encore tabou au début des années 60, et Mocky s'y engouffre de manière incisive et démystificatrice, en faisant exploser l'hypocrisie et le sexisme qui l'entoure. Truffaut, qui relève que « l’essentiel du travail littéraire – c’est un secret de polichinelle – a été effectué anonymement par [...] Jean Anouilh », admire le film, surtout pour son premier « sketch ». Il considère tout de même Les Vierges comme « un film d’homme, d’un film sur les filles vues par un homme à la fois obsédé sexuel et puritain, ce qui n’est pas incompatible »...